# Associazione biblica italiana
L'Associazione biblica italiana (ABI) è un'associazione privata di fedeli a carattere nazionale fondata nel 1948 e riconosciuta dalla Conferenza episcopale italiana, che si propone "di promuovere la conoscenza della Sacra Scrittura attraverso la ricerca scientifica e la divulgazione della Parola di Dio, secondo le direttive della Chiesa espresse soprattutto dal Concilio vaticano II" (art. 1 dello Statuto del 1999).
Sono circa 600, tra professori e studiosi della Sacra Scrittura, i soci ordinari, fiancheggiati da numerosi presbiteri e diaconi, religiose, religiosi e laici, soprattutto insegnanti di religione e operatori pastorali.
Ogni quattro anni si elegge un consiglio  il quale si occupa della direzione dell'associazione.
L'ABI rappresenta ufficialmente la Conferenza episcopale italiana presso la Federazione biblica cattolica, collabora con il settore apostolato biblico dell'Ufficio catechistico nazionale e prende parte al Coordinamento delle associazioni teologiche italiane.
Lo statuto vigente è stato approvato dal consiglio episcopale permanente della Conferenza episcopale italiana il 4 novembre 1999.
Le principali attività dell'ABI:
- ricerca e pubblicazioni scientifiche:
  - settimane bibliche nazionali (ogni due anni, anni pari)
  - convegni di studi veterotestamentari (anni dispari)
  - convegni di studi neotestamentari (anni dispari)
  - Rivista Biblica (bimestrale, ed. EDB, Bologna)
  - Ricerche Storico Bibliche (semestrale, ed. EDB, Bologna)
  - supplementi a Rivista Biblica (monografie)
  - Parole di vita (bimestrale, ed. Messaggero, Padova)
- Apostolato biblico:
  - settimane bibliche per sacerdoti e diaconi, per religiose, per laici
  - corso di formazione per animatori biblici, in collaborazione con l'UCN
  - corso di formazione biblica